# Beugen en Rijkevoort

Wapen van Beugen en Rijkevoort

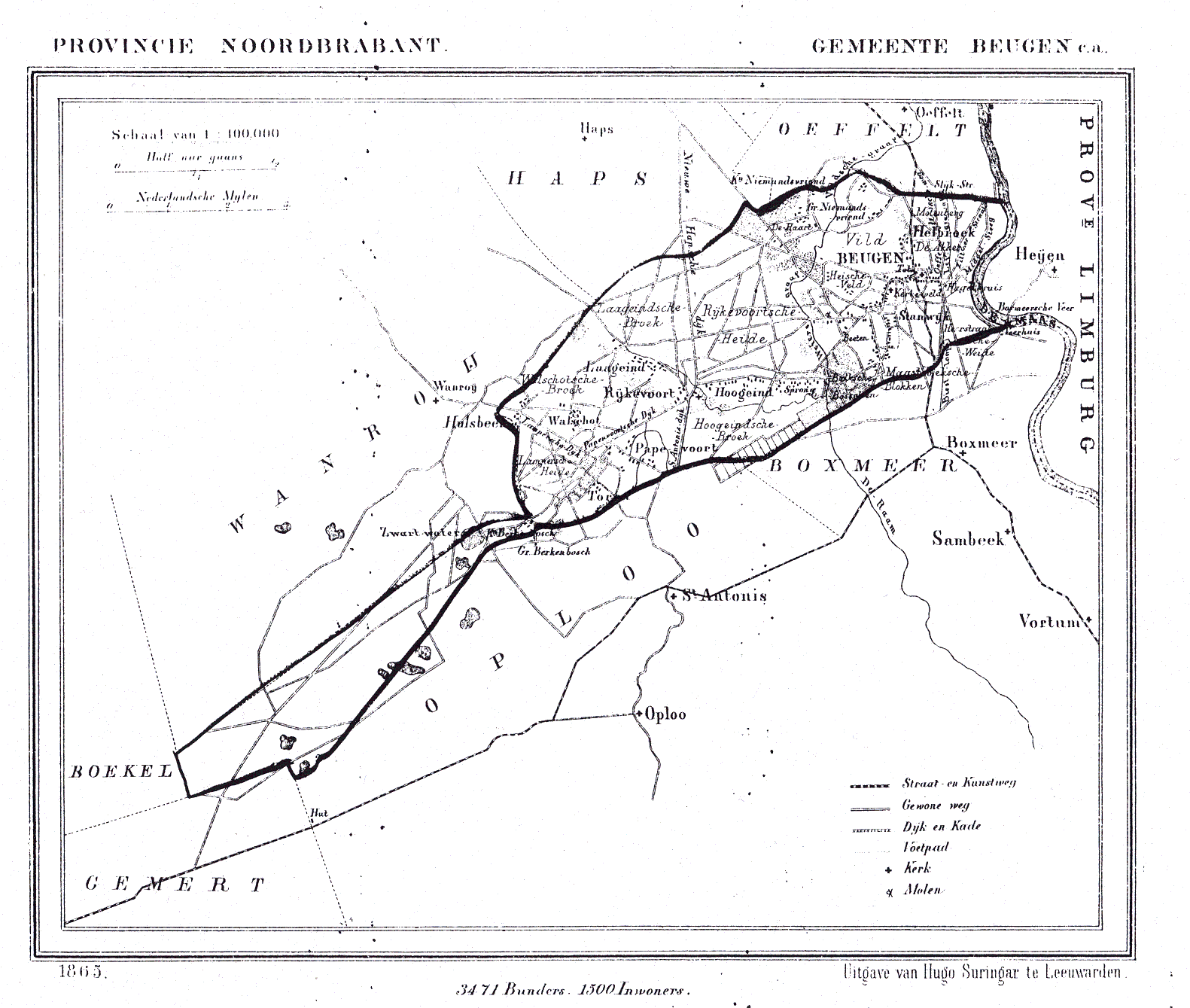
Beugen en Rijkevoort in 1865

Beugen en Rijkevoort is een Noord-Brabantse gemeente die bestond van de Napoleontische tijd (1810) tot 1942. De gemeente bestond uit de kernen Beugen en Rijkevoort.
Het grondgebied van de gemeente besloeg 3471 ha en had een merkwaardig langgerekte vorm. Het strekte zich uit van de Maas tot bijna aan het dorp Wanroij en omvatte naast het kerkdorp Beugen een aantal buurtschappen, waaronder Startwijk, Helbroek, Toven, Walsert, Papenvoort, Rijkevoort, Hoogeind en Laageind. De structuur van de secundaire wegen toont dit nog aan. Deze komen voorbij Walsert en Laageind uit op de doorgaande wegen naar Wanroij, respectievelijk Haps. Rijkevoort ontwikkelde zich naast Beugen eveneens tot een volwaardig kerkdorp.
Op 16 juli 1817 werd het gemeentewapen toegekend, het toont een gouden ploeg en vogel op een blauwe achtergrond, naar de zegels van Beugen uit 1425 en later.
In 1785 telde Beugen en Rijkevoort ongeveer 1000 inwoners, in 1900 waren dat er 1631. In 1942 waren het er 2561.
Bij de opheffing van de gemeente in 1942 werd het grondgebied gesplitst, Beugen kwam bij de gemeente Boxmeer en Rijkevoort bij Wanroij. In 1994 hield ook de gemeente Wanroij op te bestaan, waarna de plaats Rijkevoort alsnog deel werd van de gemeente Boxmeer, terwijl de buurtschap Rijkevoort-De Walsert bij de gemeente Sint Anthonis werd gevoegd. De gemeenten Boxmeer en Sint Anthonis gingen op hun beurt per 1 januari 2022 op in de fusiegemeente Land van Cuijk.